# ゼニガタアザラシ
ゼニガタアザラシ（銭形海豹、学名：Phoca vitulina）はゴマフアザラシ属に属するアザラシの一種。日本沿岸に定住する唯一のアザラシである。

## 分布
太平洋から大西洋まで広く分布する。日本に定住する唯一のアザラシであり北海道東部の襟裳岬や大黒島・歯舞群島等に生息する。

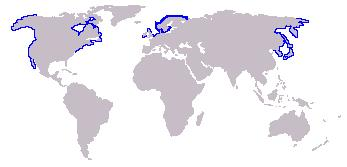
ゼニガタアザラシの分布
（注:正確には日本では北海道東部のみに分布している）

## 分類
ゼニガタアザラシは生息地域に応じて次の5亜種に分けられている。
- P. v．concolor Western Atlantic Harbor Seal（西大西洋）
- P. v．richardii Eastern Pacific Harbor Seal（東太平洋）
- P. v．stejnegeri Western Pacific Harbor Seal（西太平洋）
- P. v．vitulina Eastern Atlantic Harbor Seal（東大西洋）
- P. v．mellonae Lac Des Loups Marins Seal（カナダのアンガヴァ半島のハドソン湾流域の河川や湖に生息）

うちP. v．mellonaeは陸封型で、淡水に生息する。日本に定住する亜種(P. v. stejnegeri）はアリューシャン列島・千島列島・北海道東部に生息する亜種である。この亜種は他の亜種に比べ体の表面に占める黒色部分が多く、暗色型の亜種である。なおP. vitulina stejnegeriをP. vitulinaとは別種（Phoca kurilensisまたはPhoca insularis) とする説もある。

## 形態
体長・体重はメスの成獣で120-170cm・50-150kg　オスの成獣で150-200cm・70-170kgになる。黒地に白い穴あき銭のような斑紋を持つのでこの名前が付けられた。体の色には暗色型と明色型があるが、日本に生息している個体はほとんどが暗色型である。新生児の産毛は母の胎内で白い産毛が抜けてしまうので、大人と同じ銭型模様で生まれてくる。他のゴマフアザラシ属のアザラシが氷上で出産するのに対し、ゼニガタアザラシは岩場で出産するので大人と同じ銭型模様であるほうが天敵に狙われにくいという利点がある。

## 生態
日本に生息する亜種は嫌氷性で海氷、流氷の来ない岩場で定住生活をする。北海道の太平洋側のいくつかの岩礁に定住している個体群もある。
回遊魚、底生魚、外洋魚やタコやエビやイカなどを捕食する。
性成熟年齢はメスで4-6歳。一夫多妻と考えられている。岩場で出産し子供は大人と同じ模様で産まれてくる。出産は5－6月。寿命はオスで約20年、メスで約30年。日本国内の水族館で同じゴマフアザラシ属のゴマフアザラシと交雑した記録がある。

## 保全状態評価
個体数は全世界で40-50万頭。アラスカ海域に生息するゼニガタアザラシは約27万頭と推定されている。2008年に発表された国際自然保護連合のレッドリストでは、軽度懸念（Least Concern）と評価されている。
- LEAST CONCERN (IUCN Red List Ver. 3.1 (2001))

日本では当時のゼニガタアザラシの捕獲数から1940年の生息数は1500-4800頭と大まかに推定されている。しかし、1960-1970年には600-900頭まで減少したとされる。その原因は不明な点が多いが、乱獲、アザラシの上陸場の消滅、漁船や調査船による上陸の妨害、漁業の定置網に迷い込むことによる混獲、コンブ漁場確保のための岩礁爆破作業などが背景にあるという指摘がある。
1973年にはゼニガタアザラシを国の天然記念物に指定するための運動が研究者を中心に始まった。当初は消極的であった文化庁や北海道教育庁も賛成し、1974年に文化財保護審議会は天然記念物に指定するように文部大臣に答申した。それに対し、地元の漁業関係団体からは、威嚇射撃の容認、間引きの実施、漁業被害の補償などが要求された。結局、折り合いがつくことはなく、天然記念物となることはなかった。当時は漁業関係者を中心にゼニガタアザラシを漁業の害獣とみなす風潮が強かった。1980年代前半に日本獣医畜産大学（現日本獣医生命科学大学）の羽山伸一助教授（当時）が水産庁に保護の対策を講じてほしいと進言したところ、担当官に「そんな害獣はむしろ征伐しなければならない」と言われたという逸話がある。保護は進むことなく、1970年代から1980年代にかけての生息数は約350頭と推定され、絶滅の危機に瀕する状況が継続していた。
1980年代になると文化財に指定するという目的から漁業との共存へと変わり始めた。1982年には帯広畜産大学や北海道大学が中心となって「ゼニガタアザラシ研究グループ」が結成された。また、「ゼニガタアザラシの保護と生態に関わるシンポジウム」が1985年に開催され、適正な保護管理と対策が必要との意見がまとめられた。1990年には北海道えりも町にて「えりもシール･クラブ」というアザラシとの共存共栄を考える会が設立した。これは漁業被害を受けている地元漁師や旅館の主人などの市民によって運営されており、その活動は広く知られ、朝日新聞･海の環境賞などを受賞している。ゼニガタアザラシに対する行政の認識も変化し、環境庁（当時）が1991年に発行した『日本の絶滅のおそれのある野生生物』では危急種に指定され、1998年のレッドリストでは絶滅危惧IB類に指定された。水産庁でも独自のレッドデータブックにて危急種に選定している。
その後、2000年代になると1980年代から上陸場の数は増えていないものの、個体数は増加傾向をみせ、ゼニガタアザラシ研究グループの調査によれば2004年には約900頭の生息が確認されるようになった。このように個体群が安定してきたことから、2012年の環境省のレッドリストでは絶滅危惧II類に引き下げられた。そして、2015年には準絶滅危惧にさらに引き下げられた。
アザラシ猟は1990年代前半以降行われておらず、岩礁爆破も作業自体が危険であるため実施されなくなった。一方で、混獲は2000年代になっても発生しており、日本で報告されるアザラシの混獲の9割以上がゼニガタアザラシであり、特に若齢個体が網にかかりやすい傾向が報告されている。2005年に道東で報告されたゼニガタアザラシの混獲数は合計222頭となっている。ただし、根室半島納沙布岬の事例では2000年代の混獲数はゼニガタアザラシが絶滅に瀕していた1980年代と比べて大きく増減はしておらず、個体数を減少させる主な要因になるとは考えにくいという指摘もある。
近年、アザラシは観光資源としても着目されウォッチングツアーも行われるようになってきた。一方で、漁業被害を発生させている事実は変わらず、さらに生態系への悪影響も懸念されている。また、個体数の増加に伴い、ゼニガタアザラシの個体サイズが小型化しているとの報告もある。そうした中、環境省はゼニガタアザラシの適正な個体数管理に乗り出し始めた。捕殺に関しては動物愛護などの観点から慎重な対応を求める意見も出ている。また、ゼニガタアザラシは道東沿岸と千島列島南部を行き来していることが示されているため、より広域的な調査を実施し正確な個体数を推定することが求められている。
- 準絶滅危惧（NT）（環境省レッドリスト）

- 北海道版レッドデータブック　-絶滅危急種

## 日本人との関係
- 2007年に北海道豊頃町に出没するアザラシにコロちゃんの愛称がつけられたが、3人の見物人がコロちゃんに噛まれる事故が起きた。見物人がペット感覚でゼニガタアザラシに接した為とみられる。アザラシは野生の肉食獣なので、むやみに近づくのは危険である。

## ギャラリー

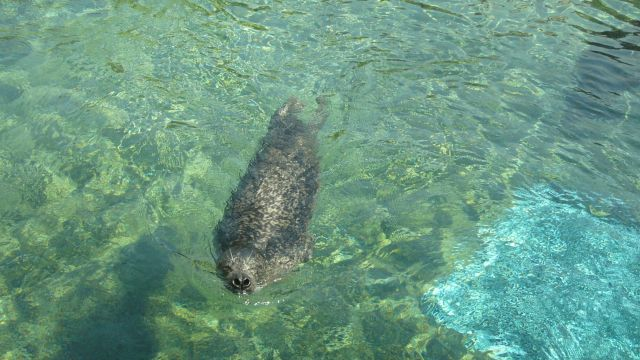
鴨川シーワールド
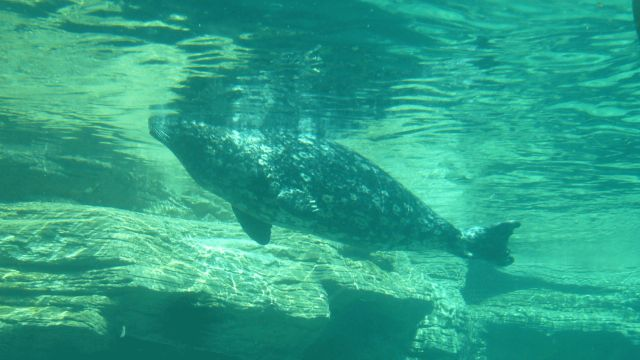
鴨川シーワールド
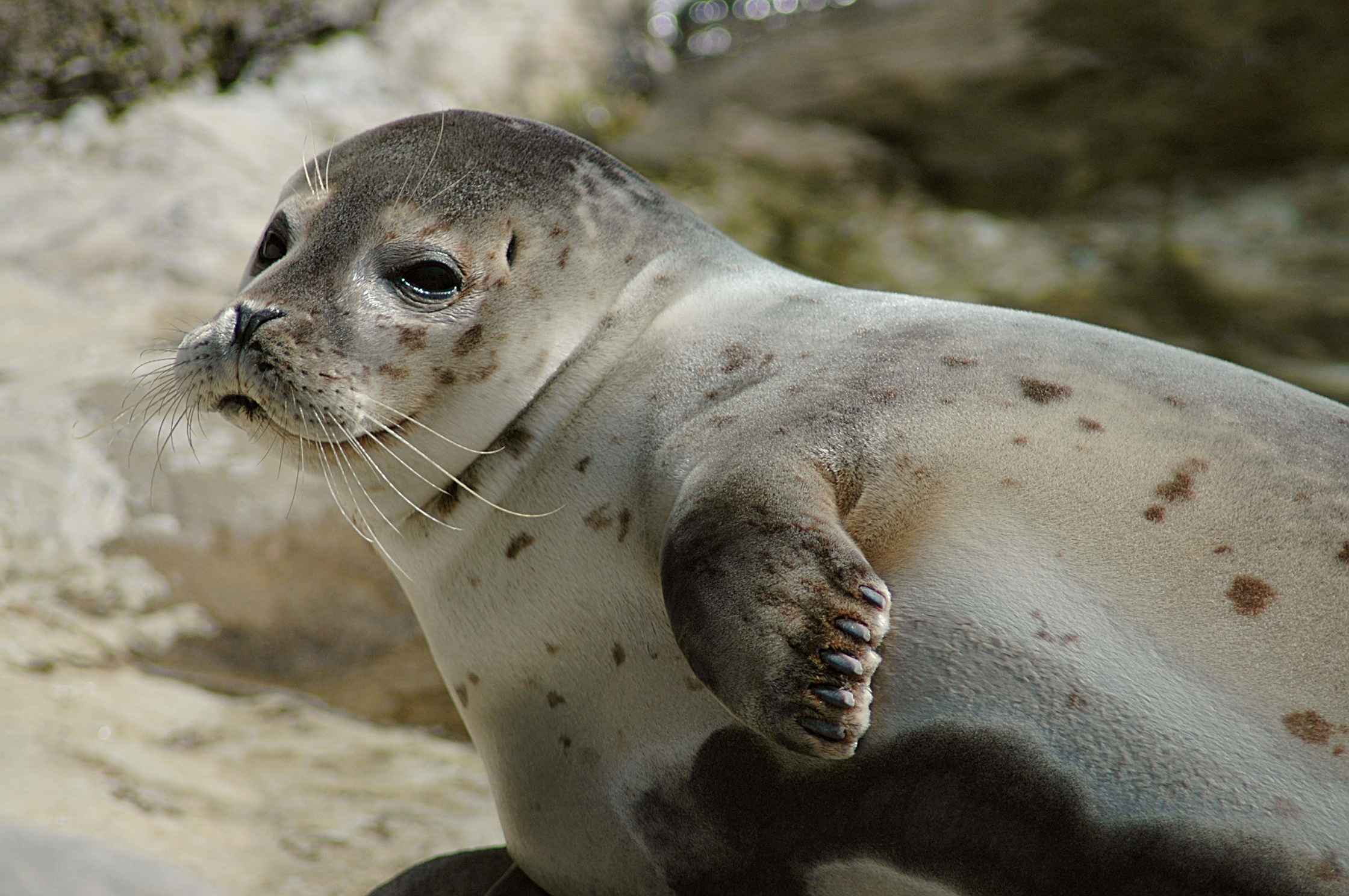
P. v．vitulina（海外の個体）

### 書籍
- Ronald M. Nowak " Walker's Mammals of the World (Walker's Mammals of the World)" Baltimore : Johns Hopkins University Press (1999). ISBN 0-8018-5789-9
- 和田一雄・伊藤徹魯　『鰭脚類 : アシカ・アザラシの自然史』東京 : 東京大学出版会 、1999年、284頁。 ISBN 4-13-060173-3
- 和田一雄編著 『海のけもの達の物語 : オットセイ・トド・アザラシ・ラッコ』東京 : 成山堂書店、2004年　172頁。 ISBN 4-425-98131-6
- 斜里町立知床博物館編 『知床のほ乳類』斜里町 : 斜里町教育委員会、 2000年。　ISBN 4-89453-081-3
- 和田一雄・新妻昭夫・鈴木正嗣・伊藤徹魯・羽山伸一 編『ゼニガタアザラシの生態と保護』東海大学出版会、1986年。ISBN 978-4486009252。
- 羽山伸一『野生動物問題』地人書館、2001年。ISBN 978-4805206898。
- 北海道『アザラシ類保護管理報告書』2006年。
- 阿部永・石井信夫・伊藤徹魯・金子之史・前田喜四雄・三浦慎悟・米田政明『日本の哺乳類 改訂版』東海大学出版会、2005年。ISBN 4-486-01690-4。
- 和田一雄『北の海獣たち-トド・アザラシ・オットセイと共存する未来へ』彩流社、2010年。ISBN 978-4779115295。

### 論文
- 小林万里・石名坂 豪・角本千治・若田部 久・小林由美・清水秋子「根室半島・納沙布岬におけるサケ定置網によるアザラシ類の 2002–2003年混獲数調査〜1982-1983年調査と比較して〜」『哺乳類科学』第47巻第2号、2007年、207-214頁。
- 朝倉由紀子・角本千治・楊 予禛・小林由美・桜井泰憲「2006 年根室半島納沙布地区のサケ定置網におけるゼニガタアザラシPhoca vitulina stejnegeri 混獲調査」『知床博物館研究報告』第29巻、2008年、23-30頁。
- 小林由美・和田一雄・廣吉勝治「海獣談話会　ゼニガタアザラシの被害をめぐって：地域社会・水産経済の視点から」『哺乳類科学』第51巻第1号、2011年、192-194頁。